# 大西洸一郎
大西 洸一郎（おおにし こういちろう、1992年10月16日 - ）は、日本の俳優。カフナロック所属。神奈川県海老名市出身。身長170cm、体重58kg。専門学校東京アナウンス学院出身。

## 出演

### 映画
- 電エース中野。（2014年、河崎実監督） - ゼブリン役

### テレビ
- SUMMER NUDE　最終話（2013年9月16日、フジテレビ）
- 土曜ワイド劇場『切り裂きジャックの告白 〜刑事 犬養隼人〜』（2015年4月18日、テレビ朝日）

- 別れたら好きな人（2015年10月14日・15日、東海テレビ制作・フジテレビ系列）
- よろず屋ジョニー    第3話（2015年12月4日、CSフジテレビ）
- わたしを離さないで　第3話（2016年1月29日、TBS）
- コールドケース  第10話（2016年12月24日、WOWOW）
- きみはペット  第8話（2017年3月27日、フジテレビ）

### 舞台
- 流れる雲よ（2012年4月20日-29日、演劇集団アトリエッジ公演） - 江原功喜　二等整備兵役[1]
- ラフカット2012（2012年10月26日-30日、プラチナ・ペーパーズ公演）[2]
- 爾汝の社 光來（2013年1月9日-1月20日、THE REDFACE公演）[3]
- SCREW-YOU！（2014年7月18日-20日、イルカ団!公演）[4]
- あなたを待ちながら（2014年10月29日-11月3日、築地ブディストホール）
- Rendez-Vous! Ver.4（2015年3月14日-22日、RATATATTAT! 公演）[5]
- ヒカケン〜非科学的超常現象研究会のなんでもない1日〜（2015年4月8日-12日、ワイアールジャパン公演）[6]
- ラブストーリーは いらない（2016年2月10日-14日、劇団TOP BANANA公演）[7]
- 星降る学校（2016年6月16日-6月19日、FreeK公演）[8][9]

### その他
- WEBCM　りそな銀行　『デビットカードキャンペーン』[10]